# (36200) 1999 TA97
1999 TA97 (asteroide 36200) é um asteroide da cintura principal. Possui uma excentricidade de 0.16715560 e uma inclinação de 16.16460º.
Este asteroide foi descoberto no dia 2 de outubro de 1999 por LINEAR em Socorro.